# Saison 4 d'On n'demande qu'à en rire
Pour un article plus général, voir On n'demande qu'à en rire.
La quatrième saison d'On n'demande qu'à en rire est diffusée en inédit à partir du 7 avril 2014 avec un nouvel animateur, Bruno Guillon.

## Mise en place de la saison 4
Les audiences du programme lors de la saison 3 étant jugées insuffisantes par France 2, la chaine décide de déprogrammer l'émission à la fin de la saison 3. Des best-of sont diffusés pendant l'été, puis l'émission est remplacée par Jusqu'ici tout va bien. Quatre émissions spéciales diffusées en prime-time et présentées par Laurent Ruquier sont alors tout de même prévues, pour la saison 2013-2014, mais n'ont pas eu lieu.
À la suite des mauvaises audiences de cette nouvelle émission, des best-of d'On n'demande qu'à en rire sont diffusés du 7 octobre 2013 au 15 novembre 2013 à 17 h 45 avant Jusqu'ici tout va bien. Néanmoins, cette émission, à son tour, est déprogrammée faute d'audience. L'Émission pour tous est finalement choisie pour reprendre la case de 18 h dès le 20 janvier 2014. Cette émission est également déprogrammée faute d'audiences le 17 mars 2014.
À la suite de cet arrêt, la chaine reprogramme à nouveau des best-of d'On n'demande qu'à en rire à 17 h 45, et annonce par la suite le retour en inédits du programme à partir du 7 avril avec une nouvelle présentation, Laurent Ruquier et Jérémy Michalak ne souhaitant plus animer à nouveau l'émission. Bruno Guillon est finalement choisi pour reprendre les commandes de l'émission,.
Malgré des audiences en hausse, France 2 décide, le 28 mai 2014, de ne pas prolonger On n'demande qu'à en rire à la rentrée. L'émission sera remplacée par une émission produite et animée par Jérémy Michalak, Face à la bande, qui sera mise en place sur la grille fin juillet.

## Nouveautés de la saison
Le programme, pour cette quatrième saison, est présenté par Bruno Guillon et est doté d'un nouveau jury : Stéphanie Bataille, humoriste (remplacée par Catherine Barma le 3 juillet 2014, car elle aidait une candidate) ; Grégoire Furrer, président-fondateur du Montreux Comedy Festival ; Laurent Thibault, actuel directeur de l'antenne de la radio Rire et Chansons mais aussi Marie-Pascale Osterrieth, metteur en scène belge (à noter qu'elle est remplacée par Catherine Barma du 16 juin au 1er juillet 2014). Tout comme Jérémy Michalak avant lui, Bruno Guillon ne note pas les candidats.
Il y a de nouveau 4 humoristes par émission dans un format de 52 minutes. Lors de chaque émission, l'un de ces candidats est un candidat « historique » de l'émission. Ces derniers se font imposer leur sujet, ne sont plus notés et leur nombre de passages n'est plus indiqué en début de sketch. Ils peuvent toutefois être notés dans certains cas s'ils font un sketch en duo avec un humoriste encore noté, comme Arnaud Tsamere lorsqu'il est en duo avec Ben.
Autre particularité de la saison, un de ces pensionnaires « historiques » aura la possibilité pendant une semaine de repêcher un candidat non-pensionnaire mis en ballotage par émission, et de l'aider avant son passage suivant. Ce dernier est assis à côté de Bruno Guillon lors de l'émission et donne également son avis sur les passages des candidats.
Le repêchage des humoristes pensionnaires (de plus de 10 passages) s'effectue différemment. Lorsqu'ils sont buzzés ou obtiennent moins de 60 points, le parrain de la semaine leur donne une contrainte pour leur sketch suivant. Si l'humoriste concerné obtient moins de 60 points au sketch avec contrainte, il est éliminé. La dernière semaine, les parrains ne repêchent plus, et ils changent chaque jour, avec Catherine Barma pour la dernière.
Les directs refont également leur apparition jusqu'à la diffusion de Roland Garros, malgré leur suppression en saison 3, mais Charles Hudon a confirmé qu'il n'y aurait pas de vote des téléspectateurs.

## Diffusion
La saison 4 d'On n'demande qu'à en rire est diffusée du lundi au vendredi à partir de 17 h 50 sur France 2 (tout comme les saisons 1, 2 et 3).
Des best-of de durée variables sont également diffusés le samedi aux alentours de 18 heures jusqu'au 19 avril.

### Les émissions en direct
Les émissions en direct ont lieu le lundi comme lors des saisons précédentes. Lors de ces émissions, c'est le jury qui note les candidats, tout comme lors des émissions habituelles, contrairement aux deux premières saisons où les télespectateurs notaient.

### Enregistrement de l'émission
Cinq émissions par semaine sont enregistrées au « studio » du Moulin rouge les lundis et mardis (dont une en direct le lundi) de 15 h à 19 h ou de 15 h à 20 h.

## Les candidats
Les candidats ayant réussi leur 10e passage dans l'émission (c'est-à-dire ayant obtenu une note d'au moins 60 sur 100) deviennent « pensionnaires », c'est-à-dire qu'ils perçoivent une rémunération fixe à partir du 11e passage[réf. nécessaire].
N.B. Ils ne sont pas sociétaires puisqu'ils ne participent pas aux bénéfices de la société (= rémunération variable en fonction des bénéfices).
| Légende | Légende                                         |
| ------- | ----------------------------------------------- |
|         | Pensionnaire sociétaire des saisons précédentes |
|         | Pensionnaire sociétaire depuis la saison 4      |
|         | Pensionnaire non sociétaire                     |

### Pensionnaires notés
Cette liste regroupe les humoristes qui font partie de la saison et qui continuent d'être notés :
| Humoriste             | Premier passage | Dernier passage | Nombre de passages total | Passages saison 4 |
| --------------------- | --------------- | --------------- | ------------------------ | ----------------- |
| Steeven & Christopher | 29 octobre 2011 | 4 juillet 2014  | 52                       | 9                 |
| Les Décaféinés        | 4 mai 2012      | 2 juillet 2014  | 43                       | 10                |
| Anthony Joubert       | 28 octobre 2011 | 3 juillet 2014  | 36                       | 7                 |
| Cyril Étesse          | 24 avril 2012   | 27 juin 2014    | 33                       | 5                 |
| Zidani                | 8 mars 2012     | 25 juin 2014    | 31                       | 6                 |
| Ben                   | 17 avril 2013   | 20 juin 2014    | 20                       | 9                 |
| Matthieu Penchinat    | 21 janvier 2013 | 28 avril 2014   | 11                       | 3                 |
| Nidhal                | 6 décembre 2012 | 30 juin 2014    | 11                       | 3                 |
| Emmanuel & Jeanne     | 18 avril 2014   | 4 juillet 2014  | 9                        | 9                 |
| Antoine Schoumsky     | 8 avril 2014    | 3 juillet 2014  | 7                        | 7                 |
| Nicolas Meyrieux      | 16 avril 2013   | 5 mai 2014      | 6                        | 1                 |
| Zazon                 | 11 avril 2014   | 19 juin 2014    | 6                        | 6                 |
| Pierre Croce          | 17 avril 2014   | 2 juillet 2014  | 6                        | 6                 |
| Noman Hosni           | 21 avril 2014   | 11 juin 2014    | 5                        | 5                 |
| Samy Amara            | 11 avril 2014   | 26 juin 2014    | 5                        | 5                 |

### Pensionnaires «historiques»
Un de ces pensionnaires est présent pour présenter un sketch à chaque émission. Ils ne sont plus notés.
De plus, l'un d'eux peut, pendant une semaine, repêcher un seul candidat mis en ballotage par émission, et l'aider avant son prochain passage, mais il peut en sauver plusieurs pendant la semaine.
À cette liste s'ajoute Sandra Colombo (du duo "Les Kicekafessa") qui revient faire un sketch en duo avec Nicole Ferroni pour la dernière de l'émission le 4 juillet 2014.
| Humoriste         | Premier passage   | Dernier passage | Nombre de passages dans l'émission | Semaines passées en tant que parrain | Nombres de passages non notés |
| ----------------- | ----------------- | --------------- | ---------------------------------- | ------------------------------------ | ----------------------------- |
| Arnaud Tsamere    | 15 novembre 2010  | 25 juin 2014    | 78 (2)                             | 1                                    |                               |
| Sacha Judaszko    | 27 septembre 2010 | 4 juillet 2014  | 75 (0)                             | 2                                    |                               |
| Garnier et Sentou | 28 septembre 2010 | 3 juillet 2014  | 76 (1)                             | 1                                    |                               |
| Artus             | 9 septembre 2011  | 4 juillet 2014  | 70 (0)                             | 1                                    |                               |
| Florent Peyre     | 25 octobre 2010   | 4 juillet 2014  | 64 (0)                             | 4                                    |                               |
| Donel Jack'sman   | 22 septembre 2011 | 30 juin 2014    | 55 (0)                             | 2                                    |                               |
| Lamine Lezghad    | 9 décembre 2010   | 4 juillet 2014  | 52 (0)                             | 3                                    |                               |
| Nicole Ferroni    | 22 février 2011   | 4 juillet 2014  | 49 (0)                             | 0                                    |                               |
| Vérino            | 27 janvier 2011   | 2 juillet 2014  | 46 (1)                             | 1                                    |                               |
| Arnaud Cosson     | 30 septembre 2010 | 25 juin 2014    | 40 (0)                             |                                      | 5                             |
| Antonia           | 27 septembre 2012 | 2 juillet 2014  | 13 (0)                             | 3                                    |                               |

### Anciens pensionnaires
| Humoriste         | Premier passage | Dernier passage  | Nombre de passages total | Nombre de passages Saison 4 | Raison du départ                |
| ----------------- | --------------- | ---------------- | ------------------------ | --------------------------- | ------------------------------- |
| Jean-Marc Joachim | 7 avril 2014    | 1er juillet 2014 | 5                        | 5                           | Double buzz en dernière semaine |

## Meilleures notes de la saison 4
| Total des points à partir de 90/100 (émissions habituelles)                                               | Total des points à partir de 90/100 (émissions habituelles) | Total des points à partir de 90/100 (émissions habituelles) | Total des points à partir de 90/100 (émissions habituelles) |
| Humoriste                                                                                                 | Note (sur 100)                                              | Titre du sketch                                             | Diffusion                                                   |
| --- | ----------------------------------------------------------- | ----------------------------------------------------------- | ----------------------------------------------------------- |
| Steeven & Christopher                                                                                     | 96                                                          | Carla Bruni en tournée internationale                       | 23 juin 2014                                                |
| Steeven & Christopher                                                                                     | 94                                                          | Des élèves de ZEP sur scène                                 | 6 mai 2014                                                  |
| Ben | 92                                                          | Sept minutes seulement pour apprendre à lire                | 8 avril 2014                                                |
| Steeven & Christopher                                                                                     | 92                                                          | Le monstre du Loch Ness enfin retrouvé ?                    | 14 mai 2014                                                 |
| Zidani | 91                                                          | Les castings du métro reprennent                            | 9 avril 2014                                                |
| Steeven & Christopher                                                                                     | 90                                                          | Vous postulez pour être auteur de jeux télévisés            | 7 avril 2014                                                |
| Anthony Joubert (participation de Steeven & Christopher, Cyril Étesse, Donel Jack'sman et Sacha Judaszko) | 90                                                          | Envahi par la procrastination                               | 3 juillet 2014                                              |